# Лонгобарди
 Тази статия е за селото в Южна Италия.  За средновековното германско племе вижте Лангобарди.  
Лонгоба̀рди (на италиански: Longobardi) е село и община в Южна Италия, провинция Козенца, регион Калабрия. Разположено е на 325 m надморска височина. Населението на общината е 2358 души (към 2010 г.).